# 中海綠舟
中海綠舟控股有限公司是中國海運集團旗下公司，主要業務為從事集裝箱租賃，公司的主要客戶為中國海運集團下的中海集運，而主要集裝箱供應商亦為中海集團的旗下的公司上海環宇。
2011年7月，中海綠舟計劃到香港交易所上市，發行6億股新股，招股價介乎1.56至2.5港元，集資最多15億元。同年8月取消上市。

## 外部連結
- 中海綠舟公司網站